# Duna (romance)
Duna (no original em inglês Dune) é um romance de ficção científica do escritor americano Frank Herbert (1920-1986), publicado originalmente pela editora Chilton Books nos Estados Unidos em 1965. Vencedor do prêmio Hugo de 1966, Duna é considerado o livro de ficção científica mais vendido de todos os tempos. Independentemente de seu sucesso comercial, Duna é continuadamente apontada como uma das mais renomadas obras de ficção e fantasia já lançadas, e um dos pilares da ficção científica moderna. Consistindo no início da série Duna, a história contida no livro é expandida em outros cinco livros e um conto, todos escritos por Herbert, além de mais de uma dúzia de outros livros, escritos pelo filho do autor, Brian Herbert, em parceria com o também escritor americano Kevin J. Anderson (todos eles desenvolvidos e publicados posteriormente a morte de Frank Herbert).   
Duna se passa em um futuro distante no meio de um império intergaláctico feudal em expansão, onde feudos planetários são controlados por Casas nobres que devem aliança à casta imperial da Casa Corrino. O livro conta a história do jovem Paul Atreides, herdeiro do Duque Leto Atreides e da respectiva Casa Atreides, na ocasião da transferência de sua família para o planeta Arrakis, a única fonte no universo da especiaria melange. Em uma história que explora as complexas interações entre política, religião, ecologia, tecnologia e escolhas e consequências em alicerce às emoções humanas, o destino de Paul, sua família, seu novo planeta e seus habitantes nativos, os subestimados fremen, assim como o destino do Imperador Padishah, da poderosa Corporação Espacial a seu serviço e da misteriosa ordem feminina das Bene Gesserit, acabam todos interligados em um confronto que mudará o curso da humanidade.
Frank Herbert fez uma grande inovação em Duna ao rechear o romance de citações/elementos que remetem a paradoxos filosóficos, religiosos e psicológicos, e que até então nunca haviam sido usados na literatura de ficção em geral. Além desses temas, Duna trata também de aspectos importantes da ecologia e da biologia. O ambiente de Duna é notável por não possuir computadores, já que a religião do Império proíbe o uso de máquinas pensantes, temendo que estas possam destruir a humanidade. Todo o trabalho de cálculos complicados é feito pelos Mentats, homens treinados desde a infância para usarem suas mentes como computadores.

## Sinopse
O livro indica, numa leitura atenta, que o tempo de Paul Atreides está situado em cerca de 24.600 anos após o presente, no qual a Terra não é mais habitada e muito da sua história já foi esquecida, enquanto algumas tradições históricas e religiosas se mantêm.
O conflito principal que dirige a narrativa de Duna é o duelo político entre três famílias nobres: a Casa Imperial Corrino e outras duas Grandes Casas, a Casa Atreides e a Casa Harkonnen.
O Imperador Shaddam IV dos Corrino vê os Atreides como uma ameaça para o seu trono, devido ao carisma e popularidade do Duque Leto Atreides entre os demais nobres presentes na assembléia Landsraad, e devido ao duque e seus talentosos militares, Duncan Idaho, Gurney Halleck e o mentat Thufir Hawat.
O Imperador decide que a Casa Atreides deve ser destruída. Entretanto, há uma convenção no Imperium (império multigalático em que ocorre a história) de que se o Imperador atacar uma Grande Casa, todas as outras Casas devem se unir para retaliar o imperador. Para contornar esse obstáculo, Shaddam faz uso de uma rivalidade milenar entre a Casa Atreides e a Casa Harkonnen como uma forma de encobrir seu ataque, chamando para isto o brilhante e ambicioso Barão Vladimir Harkonnen numa tentativa de eliminar seu rival.
Substituindo os Harkonnen, os Atreides são designados para administrar o planeta deserto de Arrakis, também conhecido como “Duna”, a única fonte da preciosa especiaria Melange, que prolonga a vida do usuário. A especiaria também é crucial para o funcionamento da poderosa Corporação Espacial, que mantém um monopólio sobre as viagens interestelares, e a irmandade Bene Gesserit, uma ordem feminina secreta de guerreiras mortais e intelectos perigosos, que vem conduzindo há séculos um programa de melhoramento genético que pretende produzir um macho humano, o Kwisatz Haderach, que terá habilidades de presciência e acesso a toda sua memória genética. Complicando a intriga política há o fato de que tanto Paul Atreides, o filho do Duque, quanto Feyd-Rautha Harkonnen, o sobrinho e herdeiro do Barão, são partes essenciais do programa de eugenia das Bene Gesserit – que planejam casar uma filha Atreides com um filho Harkonnen para unir as linhagens, mas são impedidas por Lady Jessica, concubina do Duque Atreides que desafiou a irmandade ao conceber um filho, ao invés de uma filha.
A mudança na administração de Arrakis cria outro pretexto para um conflito entre os Harkonnen e os Atreides, e remove o Duque Leto de sua base no planeta natal Caladan. Mesmo antecipando a armadilha, os Atreides ficam incapazes de defender-se do ataque devastador movido pelos Harkonnen, auxiliados por soldados Sardaukar travestidos como soldados Harkonnen, e ajudados por um traidor dentro da própria Casa Atreides. O Duque Leto é assassinado, mas Paul e Jéssica escapam para o deserto. Com as habilidades Bene Gesserit de Jéssica e as habilidades marciais de Paul, eles se juntam a um bando nativo dos Fremen, ferozes guerreiros que cavalgam os gigantescos vermes da areia que dominam o planeta deserto. Paul surge então como o Kwisatz Haderach, e o conhecimento secreto de Jessica dos mitos religiosos dos Fremen plantado por uma missionária Bene Gesserit habilitam Paul a se tornar Muad'Dib, um líder político e religioso que une os milhões de Fremen em uma força militar incomparável.
Paul assume o comando de Arrakis e da especiaria, vingando sua família em um confronto direto com Feyd-Rautha Harkonnen em frente ao trono Imperial e forçando uma união matrimonial estratégica com a herdeira do Imperador Shaddam IV, Irulan Corrino, forçando o monarca a abdicar e tornando Paul o primeiro imperador da dinastia da Casa Atreides.

## Ambientação
Certamente uma das características mais marcantes da série Duna é sua ambientação tão diferente de uma space opera convencional. O universo de Duna é feudal, onde as casas nobres governam cada sistema estelar (os feudos). Não há robôs nem computadores. Toda tecnologia existente é analógica ou biológica. Assim há uma valorização da figura humana e da parte social e política. O jogo de intrigas e a reputação norteiam a tomada de decisões dos personagens.
Os Fremen, nativos do planeta Arrakis, são fanáticos religiosos que vêem os gigantescos vermes de areia como deuses. A moeda do planeta é a água.
Na parte militar há ainda outra particularidade: a invenção dos escudos de força pessoais fez com que todas as armas de longa distância (incluindo lasers) perdessem a efetividade. Por isso o combate em Duna é corpo-a-corpo, as únicas armas efetivas são facas e espadas. Isso exige que os exércitos sejam muito bem treinados.
Para mais informações consulte Universo de Duna.

## Personagens
Os personagens estão listados a seguir por laços familiares, como aparecem no livro.

### Casa Atreides
- Duque Leto Atreides, líder da Casa Atreides
- Lady Jessica, Bene Gesserit e concubina do Duque. Mãe de Paul e Alia
- Paul Atreides, o único filho do Duque
- Alia Atreides, irmã mais nova de Paul
- Thufir Hawat, mentat e Mestre dos Assassinos da Casa Atreides
- Gurney Halleck, guerreiro espadachim trovador da Casa Atreides
- Duncan Idaho, Mestre espadachim da Casa Atreides
- Dr. Wellington Yueh, Doutor Suk dos Atreides

### Casa Harkonnen
- Barão Vladimir Harkonnen, líder da Casa Harkonnen
- Piter De Vries, mentat pervertido
- Feyd-Rautha, sobrinho do Barão
- Glossu Rabban, 'a Besta', também chamado Rabban Harkonnen, sobrinho mais velho do Barão

### Casa Corrino
- Shaddam IV, o Imperador Padishah do Universo Conhecido
- Princesa Irulan a filha mais velha do Imperador, Bene Gesserit e historiadora
- Princesa Weniscia filha do Imperador
- Príncipe Farad'n filho de Weniscia, herdeiro da casa Corrino
- Reverenda Madre Gaius Helen Mohiam, articuladora Bene Gesserit, a Reveladora da Verdade do Imperador
- Conde Hasimir Fenring, um eunuco genético e melhor amigo do Imperador, apesar de não ser um Corrino

### Fremen
- Stilgar, Naib Fremen
- Chani, a concubina fremen amada de Paul
- Liet-Kynes, o planetologista imperial que se tornou fremen, pai de Chani

### Bene Gesserit
É uma antiga escola de treinamento físico e mental estabelecida basicamente para estudantes do sexo feminino, depois que o jihad Buthleriano destruiu os robôs e as chamadas "máquinas pensantes".

## Continuações
Duna foi um grande sucesso e por isso rendeu uma série de mais cinco livros. São eles:
- O Messias de Duna, no original "Dune Messiah"  (1969)
- Os Filhos de Duna, no original "Children of Dune" (1976)
- O Imperador-Deus de Duna, no original "God Emperor of Dune" (1981)
- Os Hereges de Duna, no original "Heretics of Dune" (1984)
- As Herdeiras de Duna, no original "Chapterhouse: Dune" (1985)

A partir de 1999, o filho de Frank Herbert, Brian Herbert (1947-), que também se tornou autor de livros, dono do espólio de seu pai, em parceria com também escritor americano Kevin J. Anderson, começou a produzir e lançar novos livros da série Duna. Segundo Brian Herbert, esse era um desejo de Frank Herbert, isto é, que ele continuasse a expandir o universo da série. Para tal, Brian se baseou, ao longo dos anos, não só em anotações, manuscritos e rascunhos deixados pelo próprio Frank Herbert ao longo das décadas de 60, 70 e 80 para direcionar a série e explicar lacunas deixadas pela coleção de livros original, como também, segundo ele, a partir de elementos que ele próprio desenvolvia (tomando certa liberdade criativa) para dar prosseguimento a esse projeto. No entanto, concomitantemente, ao longo dos últimos anos, um grande contingente de fãs da série original vêm criticando severamente essa nova "safra" de histórias do universo de Duna, alegando que Brian estaria não só deturpando os planos de seu pai, como produzindo muitos dos livros apenas objetivando um retorno financeiro dos mesmos, o que explicaria a suposta baixa qualidade de alguns volumes lançados nos anos 2000. Até o presente momento, nenhum desses livros teve uma tradução para a língua portuguesa, quer no Brasil ou em Portugal. Abaixo, os livros dessa nova "série expandida" publicados nos EUA até o momento.
- Trilogia Prelude to Dune:
  - Dune: House Atreides (1999)
  - Dune: House Harkonnen (2000)
  - Dune: House Corrino (2001)
- Trilogia Legends of Dune:
  - Dune: The Butlerian Jihad (2002)
  - Dune: The Machine Crusade (2003)
  - Dune: The Battle of Corrin (2004)
- Hunters of Dune (2006)
- Sandworms of Dune (2007)
- Dualogia Heroes of Dune:
  - Paul of Dune (2008)
  - The Winds of Dune (2009)
- Dualogia Great Schools of Dune:
  - Sisterhood of Dune (2012)
  - Mentats of Dune (2014)

## Música em homenagem ao livro
A famosa banda de heavy metal Iron Maiden fez uma música inspirada no livro, intitulada To Tame a Land, do álbum Piece of Mind, lançado em 1983. Uma curiosidade, é que a música era pra levar o nome do livro, porém Frank Herbert proibiu. Apesar disso, na Itália e no Canadá a música saiu com o nome de Dune.
A banda Blind Guardian também aborda a história na canção Traveler in Time do álbum Tales from the Twilight World.
A cantora eletrônica Grimes fez um álbum inspirado no livro, com o nome "Geidi Primes".

## Adaptações para o cinema
Houve uma adaptação para o cinema, o filme Duna (filme)
Uma segunda adaptação foi lançada em 21 de outubro (Brasil) de 2021, e foi dirigida por Denis Villeneuve (diretor de Blade Runner 2049 e A Chegada). O elenco conta com Timothée Chalamet, Rebecca Ferguson, Dave Bautista, Stellan Skarsgård, Charlotte Rampling, Oscar Isaac, Zendaya, Javier Bardem, Josh Brolin e Jason Momoa.

## Artigos relacionados
- Universo de Duna